# 90919 Luoliaofu
90919 Luoliaofu è un asteroide della fascia principale. Scoperto nel 1997, presenta un'orbita caratterizzata da un semiasse maggiore pari a 2,273510 UA e da un'eccentricità di 0,191760, inclinata di 3,934067° rispetto all'eclittica.